# Fossalta di Portogruaro
Fossalta di Portogruaro är en ort och kommun i storstadsregionen Venedig, innan 2015 provinsen Venedig, i regionen Veneto i Italien. Kommunen hade 6 143 invånare (2018).